# Shane Smeltz
Shane Edward Smeltz (Göppingen, 1981. szeptember 29.) nyugat-német születésű új-zélandi válogatott labdarúgó, aki a Sydney FC játékosa.

## Sikerei, díjai

### Válogatott
- Új-Zéland
  - OFC-nemzetek kupája: 2008

### Egyéni
- Az év óceániai labdarúgója: 2007, 2008
- Ausztrál gólkirály: 2009, 2010